# Mesnilomyia rufipes
Mesnilomyia rufipes är en tvåvingeart som beskrevs av Zeegers 2007. Mesnilomyia rufipes ingår i släktet Mesnilomyia och familjen parasitflugor. Inga underarter finns listade i Catalogue of Life.